# Киипсааре
Киипсааре (на естонски: Kiipsaare tuletorn) е изоставен морски фар в северозападния край на остров Сааремаа в Естония.
Намира се на територията на националния парк „Вилсанди“. Има стоманобетонна конструкция.
Построен е през 1933 година. По онова време фарът се намира на 100-150 метра навътре в сушата, но поради ерозията на брега в началото на 1990-те години морето достига до него и той започва да се накланя.
През 1992 година осветлението и електрическият генератор са премахнати и до 2009 година съоръжението се използва за дневен маркер, след което фарът е изваден от навигационните регистри.